# Padangsambian Klod
Padangsambian Klod is een bestuurslaag in het regentschap Denpasar van de provincie Bali, Indonesië. Padangsambian Klod telt 23.871 inwoners (volkstelling 2010).